# Vlag van oblast Kemerovo
De vlag van oblast Kemerovo bestaat uit twee verticale banen van blauw aan de top (1/3 van de lengte) en rood aan de top (2/3 van de lengte). De kleuren van de vlag zijn overgenomen van de oude vlag van de Russische Socialistische Federatieve Sovjetrepubliek. In de broektop staan het wapen van oblast Kemerovo. Symbolen op het wapen zijn een hamer en pikhouweel (symbolen van industrie) en drie stengels tarwe (symbolen van landbouw). Het wapen wordt bekroond met een kroon in de vorm van een gestileerde volle kom, die de mijnen van het Koezbass voorstelt.
De huidige versie van de vlag werd goedgekeurd op 10 maart 2020, nadat er wijzigingen waren aangebracht in het wapen van oblast Kemerovo. De vorige vlag werd goedgekeurd op 7 juni 2002, maar volgens Sergei Sherniakov van het Heraldisch Comité van de regio Perm was de datum van goedkeuring van de vlag van de oblast Kemerovo op 29 mei 2002. De vlagverhouding is 1:2, maar een variant uit 2003 was 2:3.